# دریاچه سورتدام
دریاچه سورتِدام (دانمارکی: Sortedams Sø) یک دریاچه مصنوعی است که در کپنهاگ، دانمارک واقع شده است. این دریاچه در اصل بخشی از شبکه دفاعی شهر بود، اما در قرن هجدهم به یک مکان تفریحی محبوب تبدیل شد. امروزه، دریاچه سورتدام یک مکان محبوب برای پیاده‌روی، دویدن، دوچرخه‌سواری و قایق‌سواری است. همچنین در اطراف دریاچه چندین کافه و رستوران وجود دارد.
در سال ۱۹۲۹ یک شیب عمودی در این منطقه ایجاد شد. در سپتامبر ۲۰۱۲ اعلام شد که برنامه‌هایی برای ساخت یک پل شناور بر روی دریاچه وجود دارد و مصالح ساختمانی باقی مانده از حفاری تونل‌ها در قسمت شرقی سورتدام در منطقه Østerbrogade ('لیله Trianglen') قرار می‌گیرد. کریستن کوبکه، نقاش دانمارکی در دهه ۱۸۳۰ در نزدیکی این دریاچه زندگی می‌کرد و در سال ۱۸۳۸ تابلوی Efterårsmorgen ved Sortedamssøen (صبح پاییزی در دریاچه سورتدام) را نقاشی کرد.
در حال حاضر، برنامه‌هایی برای ایجاد یک پارک در اطراف دریاچه سنت یورگنس در حال بررسی است. این پارک علاوه بر ایجاد فضای سبز و تفریحی بیشتر برای شهروندان، به عنوان یک حوضچه تأخیری در هنگام بارندگی‌های شدید عمل خواهد کرد و به کاهش خطر سیل در شهر کمک می‌کند. این پروژه بخشی از تلاش‌های گسترده‌تر شهر کپنهاگ برای سازگاری با تغییرات اقلیمی و افزایش تاب‌آوری شهر در برابر بلایای طبیعی است.

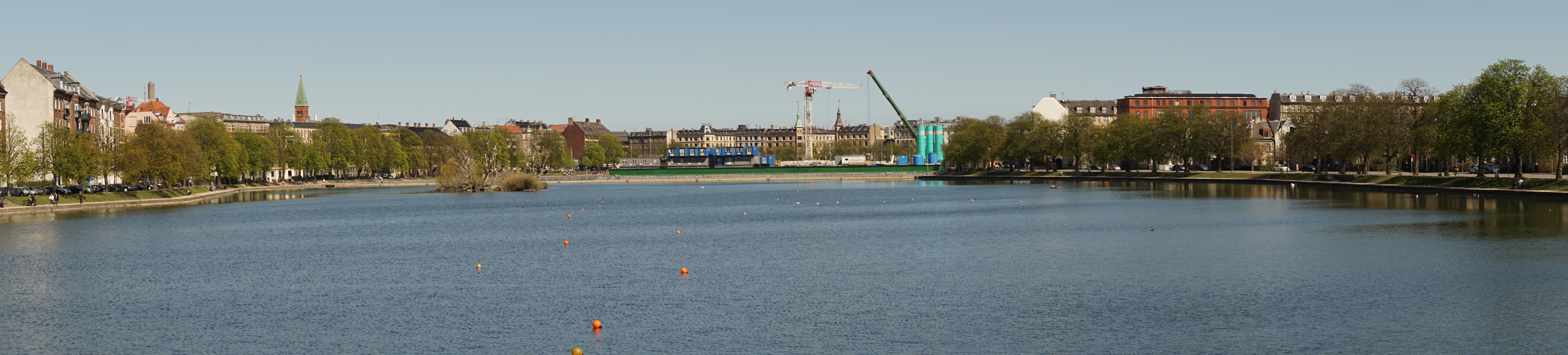
سراسرنمایی از دریاچه سورتدام که به سمت شمال شرقی است

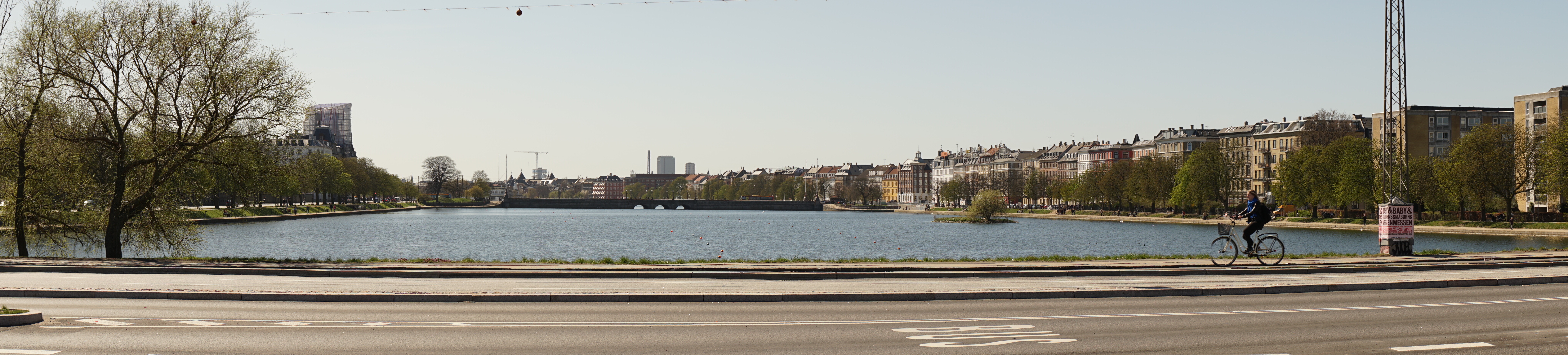
سراسرنمایی از دریاچه سورتدام به سمت جنوب غربی

## پیشینه
دریاچه‌های کپنهاگ، منطقه‌ای زیبا و تاریخی در قلب این شهر هستند. این منطقه شامل سه دریاچه اصلی به نام‌های سنت یورگنس، پبلینگه و سورتدام است که در مجموع از پنج حوضچه تشکیل شده‌اند. این دریاچه‌ها که در سال ۱۶۱۹ در یک سند رسمی ذکر شده‌اند، در ابتدا به عنوان بخشی از شبکه دفاعی شهر و همچنین منبع تأمین آب آشامیدنی مورد استفاده قرار می‌گرفتند. با این حال، به دلیل کیفیت پایین آب، در اواسط قرن نوزدهم، استفاده از آنها به عنوان منبع آب متوقف شد و دریاچه سنت یورگنس به عنوان مخزن اصلی آب تا جنگ جهانی دوم مورد استفاده قرار گرفت.
امروزه، دریاچه‌های کپنهاگ به یک منطقه تفریحی محبوب برای ساکنان و گردشگران تبدیل شده‌اند. مسیر پیاده‌روی ۶٫۳۵ کیلومتری دور دریاچه‌ها، مکانی برای پیاده‌روی، دویدن و دوچرخه‌سواری است. همچنین، قایق‌سواری در دریاچه‌ها نیز از فعالیت‌های محبوب در این منطقه است. در دریاچه سورتدام دو جزیره کوچک به نام‌های Fiskeøen و Fugleøen وجود دارد که به عنوان محل پرورش پرندگان عمل می‌کنند. جزیره Fugleøen از دو نوار زمین تشکیل شده است و در دوران اخیر محل زندگی دسته جمعی از پرندگان باکلان بوده است. این جزیره در اکتبر ۱۹۶۷ به شهرت رسید، زمانی که توسط گروهی از فعالان «آزاد» شد. آنها جزیره را به عنوان یک کشور مستقل اعلام کردند، درخواست عضویت در سازمان ملل را دادند و در اعتراض به جنگ ویتنام به آمریکا اعلام جنگ کردند.
در سال ۱۹۲۹، کناره‌های عمودی گرانیتی در اطراف دریاچه‌های پبلینگه و سورتدام ساخته شد و مسیرهای پیاده‌روی در اطراف آن‌ها ایجاد شد. در دهه ۱۹۶۰، طرحی برای احداث یک جاده کمربندی چهار بانده در امتداد ساحل شرقی دریاچه‌ها مطرح شد، اما به دلیل مخالفت‌های مردمی و نگرانی‌های زیست‌محیطی، این پروژه هرگز عملی نشد. در عوض، در سال ۱۹۶۶، دریاچه‌ها تحت حفاظت قرار گرفتند تا زیبایی طبیعی و ارزش تاریخی آن‌ها حفظ شود.